# Christian de Chergé
Charles-Marie Christian de Chergé (Colmar, 18 de Janeiro de 1937 - Argélia, 21 de Maio de 1996) foi um monge cisterciense francês. Prior da Abadia de Nossa Senhora do Atlas, em Tibhirine, na Argélia, foi raptado, juntamente com mais seis monges, na noite de 26 para 27 de Março de 1996, acreditando-se que foram mais tarde assassinados por fundamentalistas islâmicos.

## Primeiros anos
Nasceu em Colmar, Alto Reno, numa família aristocrática militar, passando parte da sua infância em Argel, Argélia Francesa, onde o seu pai foi comandante do 76º Regimento de Artilharia de África. A família de Chergé voltou posteriormente para França, radicando-se em Paris. Estudou na Escola Sainte-Marie de Manceau, dirigida pela Sociedade de Maria, de 1947 a 1954, e foi escuteiro. Foi um aluno brilhante em Sainte-Marie, recebendo o primeiro Prémio de Excelência, no ano da sua graduação. Desde muito cedo, sentiu vocação para a vida religiosa, pelo menos desde os 8 anos de idade.

## Vida religiosa
Entrou para o Seminário de Carmes, em Paris, em 1956. Regressou à Argélia, em 1959, quando era um jovem oficial do Exército. Sempre se recordaria que a sua vida foi salva por um jovem argelino chamado Mohamed, pai de dez filhos, durante uma emboscada. De Chergé disse-lhe que iria rezar por ele, mas Mohamed responderia: "Sei que vai rezar por mim. Mas, olhe, os Cristãos não sabem rezar!" No dia seguinte, Mohamed foi encontrado assassinado. De Chergé nunca mais se esqueceu do sucedido e mais tarde afirmou: "No sangue deste amigo, sabia que a minha vocação para seguir Cristo significava, mais cedo ou mais tarde, viver no país onde me tinha sido dada a maior dádiva de amor."
Regressou a França, sendo ordenado padre na Igreja de São Sulpício, em Paris, em 1964. Foi, em seguida, capelão da Basílica de Montmartre, de 1964 a 1969. Decidiu entrar para a Abadia de Nossa Senhora do Atlas, em Tibhirine, na Argélia, aonde chegou depois de realizar o noviciado na Abadia de Augebelle, em 1971. Estudou língua e cultura árabe com a Sociedade dos Missionários da África, também conhecida pelos Padres Brancos, no Instituto Pontifício de Estudos Árabes e Islâmicos, em Roma, de 1972 a 1974. Em 1984, a Abadia do Atlas passou a ser um priorado, e no mesmo ano, foi eleito seu prior.

## Estudo do Islão e do Alcorão
De Chergé, durante a sua estadia na Abadia do Atlas, sempre encorajou o diálogo entre Cristãos e Muçulmanos. Tinha um profundo conhecimento e um grande respeito pelo Islão e as culturas árabes e islâmicas. Falava várias línguas, incluindo árabe, latim, grego e hebraico. De Chergé teve uma noite mística, durante o Ramadão, em 21 de Setembro de 1975, quando ocorreu numa capela do mosteiro uma oração comum entre um Cristão e um Muçulmano. Nunca mais deixou de aprofundar a sua crença na unidade pela diversidade das duas religiões durante a sua vida. Estudou e meditou as suras do Alcorão sobre "Jesus, filho de Maria", o "povo do Livro" e os Cristãos, comparando as palavras e os conceitos de ambas a religiões, como "misericórdia" e o "misericordioso".

## O GrupoRibât-al-Salam
De Chergé fundou, juntamente com o Padre Claude Rault, um "Padre Branco", que se tornaria bispo do Saara, o grupo Ribât-al-Salam, que discutia a tradição e a espiritualidade islâmicas, na Primavera de 1979. Em 1980, juntaram-se ao grupo, Muçulmanos Sufistas da fraternidade Alawya, fundada pelo sheikh Ahmad al-Alawi. O grupo tinha reuniões regulares no mosteiro, representando um lugar para diálogo e oração entre Cristãos e Muçulmanos, em respeito mútuo.

## Últimos anos, rapto e morte
O fundamentalismo Islâmico começou a ameaçar a Argélia a partir do início da década de 1990. Em 1993, um grupo de homens armados irrompeu pelo mosteiro pouco depois do assassinato de doze croatas, a três quilómetros de distância. De Chergé teve um mau pressentimento e decidiu escreveu o seu testamento, por duas vezes, em 1 de Dezembro de 1993 e 1 de Janeiro de 1994. O testamento seria publicado postumamente no jornal católico La Croix, em 29 de Maio de 1996, e ficaria conhecido por Testamento Espiritual de Christian de Chergé.
Na noite de 26 para 27 de Março de 1996, um grupo de 20 homens armados do Grupo Islâmico Armado entrou no mosteiro, às 1:45. Levaram sete monges prisioneiros, incluindo o Irmão Bruno, um visitante de Fès, em Marrocos. Dois monges não foram localizados pelos captores. Uma mensagem do GIA anunciou que os sete monges tinham sido decapitados em 21 de Maio de 1996. Apesar da reivindicação da sua morte feita pelo grupo islamita, as circunstâncias permanecem inteiramente por esclarecer, porque algumas fontes afirmam que terão sido mortos num ataque aéreo da Força Aérea Argelina.
O Padre de Chergé e os sete monges foram sepultados no cemitério da Abadia de Nossa Senhora do Atlas.

## Beatificação
A sua beatificação decorreu em Orão, na Argélia, em 8 de Dezembro de 2018, juntamente com um total de 19 Mártires da Argélia.